# Lista över olympiska medaljörer i segling
Det här är en lista över medaljörer i segling vid olympiska sommarspelen.

## Nuvarande grenar

### 470
Öppen/Herrar
| Spel                                   | Guld                                      | Silver                                      | Brons                                         |
| Montréal 1976 Öppen Detaljer...        | Västtyskland Frank Hübner Harro Bode      | Spanien Antonio Gorostegui Pedro Millet     | Australien Ian Brown Ian Ruff                 |
| Moskva 1980 Öppen Detaljer...          | Brasilien Marcos Soares Eduardo Penido    | Östtyskland Jörn Borowski Egbert Swensson   | Finland Jouko Lindgren Georg Tallberg         |
| Los Angeles 1984 Öppen Detaljer...     | Spanien Luis Doreste Roberto Molina       | USA Steve Benjamin Chris Steinfeld          | Frankrike Thierry Péponnet Luc Pillot         |
| Seoul 1988 Herrar Detaljer...          | Frankrike Thierry Péponnet Luc Pillot     | Sovjetunionen Tõnu Tõniste Toomas Tõniste   | USA John Shadden Charlie McKee                |
| Barcelona 1992 Herrar Detaljer...      | Spanien Jordi Calafat Francisco Sanchez   | USA Morgan Reeser Kevin Burnham             | Estland Tõnu Tõniste Toomas Tõniste           |
| Atlanta 1996 Herrar Detaljer...        | Ukraina Jevhen Braslavets Ihor Matvijenko | Storbritannien John Merricks Ian Walker     | Portugal Hugo Rocha Nuno Barreto              |
| Sydney 2000 Herrar Detaljer...         | Australien Tom King Mark Turnbull         | USA Paul Foerster Robert Merrick            | Argentina Javier Conte Juan de la Fuente      |
| Aten 2004 Herrar Detaljer...           | USA Paul Foerster Kevin Burnham           | Storbritannien Nick Rogers Joe Glanfield    | Japan Kazuto Seki Kenjiro Todoroki            |
| Peking 2008 Herrar Detaljer...         | Australien Nathan Wilmot Malcolm Page     | Storbritannien Nick Rogers Joe Glanfield    | Frankrike Nicolas Charbonnier Olivier Bausset |
| London 2012 Herrar Detaljer...         | Australien Mathew Belcher Malcolm Page    | Storbritannien Luke Patience Stuart Bithell | Argentina Lucas Calabrese Juan de la Fuente   |
| Rio de Janeiro 2016 Herrar Detaljer... | Kroatien Šime Fantela Igor Marenić        | Australien Mathew Belcher William Ryan      | Grekland Panagiotis Mantis Pavlos Kagialis    |
| Tokyo 2020 Herrar Detaljer...          | Australien Mathew Belcher William Ryan    | Sverige Anton Dahlberg Fredrik Bergström    | Spanien Jordi Xammar Nicolás Rodríguez        |

Damer
| Spel                                  | Guld                                        | Silver                                           | Brons                                                |
| Seoul 1988 Damer Detaljer...          | USA Allison Jolly Lynne Jewell              | Sverige Marit Söderström Birgitta Bengtsson      | Sovjetunionen Larisa Moskalenko Irina Sjunikhovskaja |
| Barcelona 1992 Damer Detaljer...      | Spanien Theresa Zabell Patricia Guerra      | Nya Zeeland Leslie Egnot Jan Shearer             | USA Jennifer Isler Pamela Healy                      |
| Atlanta 1996 Damer Detaljer...        | Spanien Theresa Zabell Begoña Vía-Dufresne  | Japan Yumiko Shige Alicia Kinoshita              | Ukraina Ruslana Taran Olena Pacholtjyk               |
| Sydney 2000 Damer Detaljer...         | Australien Jenny Armstrong Belinda Stowell  | USA J.J. Isler Sarah Glaser                      | Ukraina Ruslana Taran Olena Pacholtjyk               |
| Aten 2004 Damer Detaljer...           | Grekland Sofia Bekatorou Aimilia Tsoulfa    | Spanien Sandra Azón Natalia Vía Dufresne         | Sverige Therese Torgersson Vendela Zachrisson        |
| Peking 2008 Damer Detaljer...         | Australien Elise Rechichi Tessa Parkinson   | Nederländerna Marcelien de Koning Lobke Berkhout | Brasilien Fernanda Oliveira Isabel Swan              |
| London 2012 Damer Detaljer...         | Nya Zeeland Jo Aleh Polly Powrie            | Storbritannien Hannah Mills Saskia Clark         | Nederländerna Lisa Westerhof Lobke Berkhout          |
| Rio de Janeiro 2016 Damer Detaljer... | Storbritannien Hannah Mills Saskia Clark    | Nya Zeeland Jo Aleh Polly Powrie                 | Frankrike Camille Lecointre Hélène Defrance          |
| Tokyo 2020 Damer Detaljer...          | Storbritannien Hannah Mills Eilidh McIntyre | Polen Agnieszka Skrzypulec Jolanta Ogar          | Frankrike Camille Lecointre Aloïse Retornaz          |

Mixed
| Spel                         | Guld                             | Silver                          | Brons                                  |
| Paris 2024 Mixed Detaljer... | Österrike Lara Vadlau Lukas Mähr | Japan Keiju Okada Miho Yoshioka | Sverige Anton Dahlberg Lovisa Karlsson |

### 49er
| Spel                                   | Guld                                               | Silver                                             | Brons                                      |
| Sydney 2000 Öppen Detaljer...          | Finland Thomas Johanson Jyrki Järvi                | Storbritannien Ian Barker Simon Hiscocks           | USA Jonathan McKee Charlie McKee           |
| Aten 2004 Öppen Detaljer...            | Spanien Iker Martínez de Lizarduy Xabier Fernández | Ukraina Rodion Luka George Leontjuk                | Storbritannien Chris Draper Simon Hiscocks |
| Peking 2008 Öppen Detaljer...          | Danmark Jonas Warrer Martin Kirketerp              | Spanien Iker Martínez de Lizarduy Xabier Fernández | Tyskland Jan-Peter Peckolt Hannes Peckolt  |
| London 2012 Öppen Detaljer...          | Australien Nathan Outteridge Iain Jensen           | Nya Zeeland Peter Burling Blair Tuke               | Danmark Allan Nørregaard Peter Lang        |
| Rio de Janeiro 2016 Herrar Detaljer... | Nya Zeeland Peter Burling Blair Tuke               | Australien Nathan Outteridge Iain Jensen           | Tyskland Erik Heil Thomas Plößel           |
| Tokyo 2020 Herrar Detaljer...          | Storbritannien Dylan Fletcher Stuart Bithell       | Nya Zeeland Peter Burling Blair Tuke               | Tyskland Erik Heil Thomas Plößel           |
| Paris 2024 Herrar Detaljer...          | Spanien Diego Botín Florián Trittel                | Nya Zeeland Isaac McHardie William McKenzie        | USA Ian Barrows Hans Henken                |

### 49erFX
| Spel                                  | Guld                                          | Silver                               | Brons                                          |
| Rio de Janeiro 2016 Damer Detaljer... | Brasilien Martine Grael Kahena Kunze          | Nya Zeeland Alex Maloney Molly Meech | Danmark Jena Mai Hansen Katja Salskov-Iversen  |
| Tokyo 2020 Damer Detaljer...          | Brasilien Martine Grael Kahena Kunze          | Tyskland Tina Lutz Susann Beucke     | Nederländerna Annemiek Bekkering Annette Duetz |
| Paris 2024 Damer Detaljer...          | Nederländerna Odile van Aanholt Annette Duetz | Sverige Vilma Bobeck Rebecca Netzler | Frankrike Sarah Steyaert Charline Picon        |

### IQFoil
Damer
| Spel                   | Guld                   | Silver               | Brons                      |
| Paris 2024 Detaljer... | Italien Marta Maggetti | Israel Sharon Kantor | Storbritannien Emma Wilson |

Herrar
| Spel                   | Guld               | Silver                 | Brons                            |
| Paris 2024 Detaljer... | Israel Tom Reuveny | Australien Grae Morris | Nederländerna Luuc van Opzeeland |

### Formula Kite
Damer
| Spel                   | Guld                          | Silver                   | Brons                           |
| Paris 2024 Detaljer... | Storbritannien Ellie Aldridge | Frankrike Lauriane Nolot | Nederländerna Annelous Lammerts |

Herrar
| Spel                   | Guld                      | Silver                 | Brons                       |
| Paris 2024 Detaljer... | Österrike Valentin Bontus | Slovenien Toni Vodišek | Singapore Maximilian Maeder |

### Laser
| Spel                                   | Guld                         | Silver                     | Brons                        |
| Atlanta 1996 Öppen Detaljer...         | Brasilien Robert Scheidt     | Storbritannien Ben Ainslie | Norge Peer Moberg            |
| Sydney 2000 Öppen Detaljer...          | Storbritannien Ben Ainslie   | Brasilien Robert Scheidt   | Australien Michael Blackburn |
| Aten 2004 Herrar Detaljer...           | Brasilien Robert Scheidt     | Österrike Andreas Geritzer | Slovenien Vasilij Žbogar     |
| Peking 2008 Herrar Detaljer...         | Storbritannien Paul Goodison | Slovenien Vasilij Žbogar   | Italien Diego Romero         |
| London 2012 Herrar Detaljer...         | Australien Tom Slingsby      | Cypern Pavlos Kontides     | Sverige Rasmus Myrgren       |
| Rio de Janeiro 2016 Herrar Detaljer... | Australien Tom Burton        | Kroatien Tonči Stipanović  | Nya Zeeland Sam Meech        |
| Tokyo 2020 Herrar Detaljer...          | Australien Matt Wearn        | Kroatien Tonči Stipanović  | Norge Hermann Tomasgaard     |
| Paris 2024 Herrar Detaljer...          | Australien Matt Wearn        | Cypern Pavlos Kontides     | Peru Stefano Peschiera       |

### Laser Radial
| Spel                                  | Guld                            | Silver                          | Brons                           |
| Peking 2008 Damer Detaljer...         | USA Anna Tunnicliffe            | Litauen Gintarė Volungevičiūtė  | Kina Xu Lijia                   |
| London 2012 Damer Detaljer...         | Kina Xu Lijia                   | Nederländerna Marit Bouwmeester | Belgien Evi Van Acker           |
| Rio de Janeiro 2016 Damer Detaljer... | Nederländerna Marit Bouwmeester | Irland Annalise Murphy          | Danmark Anne-Marie Rindom       |
| Tokyo 2020 Damer Detaljer...          | Danmark Anne-Marie Rindom       | Sverige Josefin Olsson          | Nederländerna Marit Bouwmeester |
| Paris 2024 Damer Detaljer...          | Nederländerna Marit Bouwmeester | Danmark Anne-Marie Rindom       | Norge Line Flem Høst            |

### Nacra 17
| Spel                                  | Guld                                             | Silver                                    | Brons                                    |
| Rio de Janeiro 2016 Mixed Detaljer... | Argentina Santiago Lange Cecilia Carranza Saroli | Australien Jason Waterhouse Lisa Darmanin | Österrike Thomas Zajac Tanja Frank       |
| Tokyo 2020 Mixed Detaljer...          | Italien Ruggero Tita Caterina Banti              | Storbritannien John Gimson Anna Burnet    | Tyskland Paul Kohlhoff Alica Stuhlemmer  |
| Paris 2024 Mixed Detaljer...          | Italien Ruggero Tita Caterina Banti              | Argentina Mateo Majdalani Eugenia Bosco   | Nya Zeeland Micah Wilkinson Erica Dawson |

## Borttagna grenar

### Internationell meterregel

#### 5,5 meter
| Spel                         | Guld                                                          | Silver                                                                            | Brons                                                    |
| Helsingfors 1952 Detaljer... | USA Britton Chance Michael Schoettle Edgar White Sumner White | Norge Peder Lunde Vibeke Lunde Børre Falkum-Hansen                                | Sverige Folke Wassén Carl-Erik Ohlson Magnus Wassén      |
| Melbourne 1956 Detaljer...   | Sverige Lars Thörn Hjalmar Karlsson Sture Stork               | Storbritannien Robert Perry David Bowker John Dillon Neil Kennedy-Cochran-Patrick | Australien Jock Sturrock Douglas Buxton Devereaux Mytton |
| Rom 1960 Detaljer...         | USA George O'Day James Hunt David Smith                       | Danmark William Berntsen Steen Christensen Sören Hancke                           | Schweiz Henri Copponex Pierre Girard Manfred Metzger     |
| Tokyo 1964 Detaljer...       | Australien William Northam Peter O'Donnell James Sargeant     | Sverige Lars Thörn Arne Karlsson Sture Stork                                      | USA John J. McNamara Joseph Batchelder Francis Scully    |
| Mexico City 1968 Detaljer... | Sverige Ulf Sundelin Jörgen Sundelin Peter Sundelin           | Schweiz Louis Noverraz Bernhard Dunand Marcel Stern                               | Storbritannien Robin Aisher Paul Anderson Adrian Jardine |

#### 6 meter
| Spel                                      | Guld                                                                                           | Silver | Brons                                                                                     |
| London 1908 Detaljer...                   | Storbritannien Gilbert Laws Thomas McMeekin Charles Crichton                                   | Belgien Léon Huybrechts Louis Huybrechts Henri Weewauters                                                                           | Frankrike Henri Arthus Louis Potheau Pierre Rabot                                         |
| Stockholm 1912 Detaljer...                | Frankrike Gaston Thubé Amédée Thubé Jacques Thubé                                              | Danmark Hans Meulengracht-Madsen Steen Herschend Sven Thomsen                                                                       | Sverige Eric Sandberg Otto Aust Harald Sandberg                                           |
| Stockholm 1920 1907 års regel Detaljer... | Belgien Emile Cornellie Frédéric Bruynseels Florimond Cornellie                                | Norge Einar Torgersen Leif Erichsen Andreas Knudsen                                                                                 | Norge Henrik Agersborg Einar Berntsen Trygve Pedersen                                     |
| Antwerpen 1920 1919 års regel Detaljer... | Norge Andreas Brecke Paal Kaasen Ingolf Rød                                                    | Belgien Léon Huybrechts Charles van den Bussche John Klotz                                                                          | Inga andra tävlande                                                                       |
| Paris 1924 Detaljer...                    | Norge Anders Lundgren Christopher Dahl Eugen Lunde                                             | Danmark Vilhelm Vett Knud Degn Christian Nielsen                                                                                    | Nederländerna Johan Carp Anthonij Guépin Jan Vreede                                       |
| Amsterdam 1928 Detaljer...                | Norge Johan Anker Erik Anker Håkon Bryhn Olav V av Norge                                       | Danmark Vilhelm Vett Aage Høy-Petersen Nils Otto Møller Peter Schlütter                                                             | Estland Nikolai Vekšin Andreas Faehlmann Georg Faehlmann Eberhard Vogdt William von Wirén |
| Los Angeles 1932 Detaljer...              | Sverige Tore Holm Olle Åkerlund Åke Bergqvist Martin Hindorff                                  | USA Robert Carlson Temple Ashbrook Frederic Conant Emmett Davis Donald Douglas Charles Smith                                        | Kanada Philip Rogers Gardner Boultbee Ken Glass Jerry Wilson                              |
| Berlin 1936 Detaljer...                   | Storbritannien Christopher Boardman Miles Bellville Russell Harmer Charles Leaf Leonard Martin | Norge Magnus Konow Karsten Konow Fredrik Meyer Vaadjuv Nyqvist Alf Tveten                                                           | Sverige Sven Salén Lennart Ekdahl Martin Hindorff Torsten Lord Dagmar Salén               |
| London 1948 Detaljer...                   | USA Herman Whiton Alfred Loomis Michael Mooney James Smith James Weekes                        | Argentina Enrique Sieburger, Sr. Emilio Homps Rodolfo Rivademar Rufino Rodríguez de la Torre Enrique Sieburger, Jr. Julio Sieburger | Sverige Tore Holm Carl Robert Ameln Martin Hindorff Torsten Lord Gösta Salén              |
| Helsingfors 1952 Detaljer...              | USA Herman Whiton Everard Endt John Morgan Eric Ridder Julian Roosevelt Emelyn Whiton          | Norge Finn Ferner Tor Arneberg Johan Ferner Erik Heiberg Carl Mortensen                                                             | Finland Ernst Westerlund Ragnar Jansson Jonas Konto Rolf Turkka Paul Sjöberg              |

#### 7 meter
| Spel                    | Guld                                                                                    | Silver                                                    | Brons               |
| London 1908 Detaljer... | Storbritannien Charles Rivett-Carnac Norman Bingley Richard Dixon Frances Rivett-Carnac | Den andra tävlanden lyckades inte att ta sig till starten | Inga andra tävlande |

#### 8 meter
| Spel                                      | Guld | Silver | Brons |
| London 1908 Detaljer...                   | Storbritannien Blair Cochrane Charles Campbell John Rhodes Henry Sutton Arthur Wood                                                                                        | Sverige Carl Hellström Edmund Thormählen Eric Sandberg Erik Wallerius Harald Wallin                                                | Storbritannien Philip Hunloke Alfred Hughes Frederick Hughes George Ratsey William Ward The Duchess of Westminster      |
| Stockholm 1912 Detaljer...                | Norge Thoralf Glad Thomas Aas Andreas Brecke Torleiv Corneliussen Christian Jebe                                                                                           | Sverige Bengt Heyman Emil Henriques Alvar Thiel Herbert Westermark Nils Westermark                                                 | Finland Bertil Tallberg Arthur Ahnger Emil Lindh Gunnar Tallberg Georg Westling                                         |
| Antwerpen 1920 1907 års regel Detaljer... | Norge Carl Ringvold Thorleif Holbye Alf Jacobsen Kristoffer Olsen Tellef Wagle                                                                                             | Inga andra tävlande | Inga andra tävlande |
| Antwerpen 1920 1919 års regel Detaljer... | Norge Magnus Konow Thorleif Christoffersen Reidar Marthiniussen Ragnar Vik                                                                                                 | Norge Jens Salvesen Finn Schiander Lauritz Schmidt Nils Thomas Ralph Tschudi                                                       | Belgien Albert Grisar Willy de l'Arbre Georges Hellebuyck Léopold Standaert Henri Weewauters                            |
| Paris 1924 Detaljer...                    | Norge Carl Ringvold Rick Bockelie Harald Hagen Ingar Nielsen Carl Ringvold, Jr.                                                                                            | Storbritannien Ernest Roney Harold Fowler Edwin Jacob Thomas Riggs Walter Riggs                                                    | Frankrike Louis Breguet Pierre Gauthier Robert Girardet André Guerrier Georges Mollard                                  |
| Amsterdam 1928 Detaljer...                | Frankrike Donatien Bouché André Derrien Virginie Hériot André Lesauvage Jean Lesieur Carl de la Sablière                                                                   | Nederländerna Johannes van Hoolwerff Lambertus Doedes Hendrik Kersken Cornelis van Staveren Gerard de Vries Lentsch Maarten de Wit | Sverige Clarence Hammar Tore Holm Carl Sandblom John Sandblom Philip Sandblom Wilhelm Törsleff                          |
| Los Angeles 1932 Detaljer...              | USA Owen Churchill John Biby Alphonse Burnand Kenneth Carey William Cooper Pierpont Davis Carl Dorsey John Huettner Richard Moore Alan Morgan Robert Sutton Thomas Webster | Kanada Ronald Maitland Ernest Cribb Peter Gordon George Gyles Harry Jones Hubert Wallace                                           | Inga andra tävlande |
| Berlin 1936 Detaljer...                   | Italien Giovanni Reggio Bruno Bianchi Luigi De Manincor Domenico Mordini Enrico Poggi Luigi Poggi                                                                          | Norge Olaf Ditlev-Simonsen John Ditlev-Simonsen Hans Struksnæs Lauritz Schmidt Jacob Thams Nordahl Wallem                          | Tyskland Hans Howaldt Fritz Bischoff Alfried Krupp von Bohlen und Halbach Eduard Mohr Felix Scheder-Bieschin Otto Wachs |

#### 10 meter
| Spel                                      | Guld | Silver | Brons |
| Stockholm 1912 Detaljer...                | Sverige Filip Ericsson Carl Hellström Paul Isberg Humbert Lundén Herman Nyberg Harry Rosenswärd Erik Wallerius Harald Wallin | Finland Harry Wahl Waldemar Björkstén Jacob Björnström Bror Brenner Allan Franck Erik Lindh Juho Aarne Pekkalainen | Ryssland Esper Beloselsky Ernest Brasche Karl Lindholm Nikolay Pushnitsky Aleksandr Rodionov Iosif Shomaker Philipp Strauch |
| Antwerpen 1920 1907 års regel Detaljer... | Norge Erik Herseth Gunnar Jamvold Petter Jamvold Claus Juell Sigurd Holter Ingar Nielsen Ole Sørensen                        | Inga andra tävlande                                                                                                | Inga andra tävlande |
| Antwerpen 1920 1919 års regel Detaljer... | Norge Charles Arentz Otto Falkenberg Robert Giertsen Willy Gilbert Halfdan Schjött Trygve Schjøtt Arne Sejersted             | Inga andra tävlande                                                                                                | Inga andra tävlande |

#### 12 meter
| Spel                                      | Guld | Silver | Brons |
| London 1908 Detaljer...                   | Storbritannien T. C. Glen-Coats (helmsman) J. H. Downes (mate) J. S. Aspin John Buchanan J. C. Bunten A. D. Downes David Dunlop John Mackenzie Albert Martin Gerald Tait | Storbritannien C. MacIver (styrman) J. G. Kenion (mate) J. M. Adam James Baxter W. P. Davidson J. F. Jellico T. A. R. Littledale C. R. MacIver C. Macleod Robertson J. F. D. Spence | Inga andra tävlande                                                                                         |
| Stockholm 1912 Detaljer...                | Norge Johan Anker Nils Bertelsen Eilert Falch-Lund Halfdan Hansen Arnfinn Heje Magnus Konow Alfred Larsen Petter Larsen Christian Staib Carl Thaulow                     | Sverige Nils Persson Per Bergman Dick Bergström Kurt Bergström Hugo Clason Folke Johnson Sigurd Kander Iwan Lamby Erik Lindqvist Hugo Sällström                                     | Finland Ernst Krogius Ferdinand Alfthan Pekka Hartvall Jarl Hulldén Sigurd Juslén Eino Sandelin Johan Silén |
| Antwerpen 1920 1907 års regel Detaljer... | Norge Henrik Østervold Halvor Birkeland Rasmus Birkeland Lauritz Christiansen Hans Naess Halvor Mögster Jan Østervold Kristian Østervold Ole Østervold                   | Inga andra tävlande | Inga andra tävlande                                                                                         |
| Antwerpen 1920 1919 års regel Detaljer... | Norge Johan Friele Arthur Allers Martin Borthen Kaspar Hassel Erik Ørvig Olav Örvig Thor Ørvig Egill Reimers Christen Wiese                                              | Inga andra tävlande | Inga andra tävlande                                                                                         |

#### 6,5 meter
| Spel                       | Guld                                               | Silver                                          | Brons               |
| Antwerpen 1920 Detaljer... | Nederländerna Joop Carp Berend Carp Petrus Wernink | Frankrike Albert Weil Robert Monier Félix Picon | Inga andra tävlande |

### 18' Dinghy
| Spel                       | Guld                                           | Silver              | Brons               |
| Antwerpen 1920 Detaljer... | Storbritannien Francis Richards Thomas Hedberg | Inga andra tävlande | Inga andra tävlande |

### Skärgårdskryssare
30m2 Skärgårdskryssare
| Spel                       | Guld                                                     | Silver              | Brons               |
| Antwerpen 1920 Detaljer... | Sverige Gösta Lundquist Gösta Bengtsson Rolf Steffenburg | Inga andra tävlande | Inga andra tävlande |

40m2 Skärgårdskryssare
| Spel                       | Guld                                                   | Silver                                                              | Brons               |
| Antwerpen 1920 Detaljer... | Sverige Tore Holm Yngve Holm Axel Rydin Georg Tengwall | Sverige Gustaf Svensson Percy Almstedt Erik Mellbin Ragnar Svensson | Inga andra tävlande |

### Drake
| Spel                         | Guld                                                                    | Silver                                                            | Brons                                                         |
| London 1948 Detaljer...      | Norge Thor Thorvaldsen Haakon Barfod Sigve Lie                          | Sverige Folke Bohlin Gösta Brodin Hugo Johnson                    | Danmark William Berntsen Klaus Baess Ole Berntsen             |
| Helsingfors 1952 Detaljer... | Norge Thor Thorvaldsen Haakon Barfod Sigve Lie                          | Sverige Per Gedda Erland Almkvist Sidney Boldt-Christmas          | Tyskland Theodor Thomsen Erich Natusch Georg Nowka            |
| Melbourne 1956 Detaljer...   | Sverige Folke Bohlin Bengt Palmquist Leif Wikström                      | Danmark Ole Berntsen Cyril Andresen Christian von Bülow           | Storbritannien Graham Mann Ronald Backus Jonathan Janson      |
| Rom 1960 Detaljer...         | Grekland Konstantin II av Grekland Odysseus Eskidioglou Georgios Zaimis | Argentina Jorge Salas Chávez Héctor Calegaris Jorge del Río Sálas | Italien Antonio Cosentino Antonio Ciciliano Giulio De Stefano |
| Tokyo 1964 Detaljer...       | Danmark Ole Berntsen Christian von Bulow Ole Poulsen                    | Tysklands förenade lag Peter Ahrendt Wilfried Lorenz Ulrich Mense | USA Lowell North Richard Deaver Charles Rogers                |
| Mexico City 1968 Detaljer... | USA George Friedrichs Barton Jahncke Gerald Schreck                     | Danmark Aage Birch Poul Richard Høj Jensen Niels Markussen        | Östtyskland Paul Borowski Karl-Heinz Thun Konrad Weichert     |
| München 1972 Detaljer...     | Australien John Cuneo Thomas Anderson John Shaw                         | Östtyskland Paul Borowski Karl-Heinz Thun Konrad Weichert         | USA Donald Cohan Charles Horter John Marshall                 |

### Elliot 6m
| Spel                    | Guld                                                 | Silver                                             | Brons                                              |
| London 2012 Detaljer... | Spanien Támara Echegoyen Ángela Pumariega Sofía Toro | Australien Olivia Price Nina Curtis Lucinda Whitty | Finland Silja Lehtinen Silja Kanerva Mikaela Wulff |

### Europajolle
| Spel                       | Guld                             | Silver                            | Brons                    |
| Barcelona 1992 Detaljer... | Norge Linda Cerup-Simonsen       | Spanien Natalia Vía Dufresne      | USA Julia Trotman        |
| Atlanta 1996 Detaljer...   | Danmark Kristine Roug            | Nederländerna Margriet Matthijsse | USA Courtenay Becker-Dey |
| Sydney 2000 Detaljer...    | Storbritannien Shirley Robertson | Nederländerna Margriet Matthijsse | Argentina Serena Amato   |
| Aten 2004 Detaljer...      | Norge Siren Sundby               | Tjeckien Lenka Šmídová            | Danmark Signe Livbjerg   |

### Finnjolle
| Spel                                   | Guld                                    | Silver                                  | Brons                         |
| Helsingfors 1952 Öppen Detaljer...     | Danmark Paul Elvstrøm                   | Storbritannien Charles Currey           | Sverige Rickard Sarby         |
| Melbourne 1956 Öppen Detaljer...       | Danmark Paul Elvstrøm                   | Belgien André Nelis                     | USA John Marvin               |
| Rom 1960 Öppen Detaljer...             | Danmark Paul Elvstrøm                   | Sovjetunionen Aleksander Tšutšelov      | Belgien André Nelis           |
| Tokyo 1964 Detaljer...                 | Tysklands förenade lag Wilhelm Kuhweide | USA Peter Barrett                       | Danmark Henning Wind          |
| Mexico City 1968 Detaljer...           | Sovjetunionen Valentin Mankin           | Österrike Hubert Raudaschl              | Italien Fabio Albarelli       |
| München 1972 Detaljer...               | Frankrike Serge Maury                   | Grekland Ilias Hatzipavlis              | Sovjetunionen Viktor Potapov  |
| Montréal 1976 Detaljer...              | Östtyskland Jochen Schümann             | Sovjetunionen Andrei Balashov           | Australien John Bertrand      |
| Moskva 1980 Detaljer...                | Finland Esko Rechardt                   | Österrike Wolfgang Mayrhofer            | Sovjetunionen Andrej Balasjov |
| Los Angeles 1984 Detaljer...           | Nya Zeeland Russell Coutts              | USA John Bertrand                       | Kanada Terry Neilson          |
| Seoul 1988 Detaljer...                 | Spanien Jose Doreste                    | Amerikanska Jungfruöarna Peter Holmberg | Nya Zeeland John Cutler       |
| Barcelona 1992 Herrar Detaljer...      | Spanien José van der Ploeg              | USA Brian Ledbetter                     | Nya Zeeland Craig Monk        |
| Atlanta 1996 Herrar Detaljer...        | Polen Mateusz Kusznierewicz             | Belgien Sébastien Godefroid             | Nederländerna Roy Heiner      |
| Sydney 2000 Herrar Detaljer...         | Storbritannien Iain Percy               | Italien Luca Devoti                     | Sverige Fredrik Lööf          |
| Aten 2004 Öppen Detaljer...            | Storbritannien Ben Ainslie              | Spanien Rafael Trujillo                 | Polen Mateusz Kusznierewicz   |
| Peking 2008 Herrar Detaljer...         | Storbritannien Ben Ainslie              | USA Zach Railey                         | Frankrike Guillaume Florent   |
| London 2012 Herrar Detaljer...         | Storbritannien Ben Ainslie              | Danmark Jonas Høgh-Christensen          | Frankrike Jonathan Lobert     |
| Rio de Janeiro 2016 Herrar Detaljer... | Storbritannien Giles Scott              | Slovenien Vasilij Žbogar                | USA Caleb Paine               |
| Tokyo 2020 Herrar Detaljer...          | Storbritannien Giles Scott              | Ungern Zsombor Berecz                   | Spanien Joan Cardona Méndez   |

### Firefly
| Spel                    | Guld                  | Silver          | Brons                      |
| London 1948 Detaljer... | Danmark Paul Elvstrøm | USA Ralph Evans | Nederländerna Koos de Jong |

### Flying Dutchman
| Spel                         | Guld                                                 | Silver                                                 | Brons                                             |
| Rom 1960 Detaljer...         | Norge Peder Lunde, Jr. Bjørn Bergvall                | Danmark Hans Fogh Ole Erik Petersen                    | Tysklands förenade lag Rolf Mulka Ingo Von Bredow |
| Tokyo 1964 Detaljer...       | Nya Zeeland Helmer Pedersen Earle Wells              | Storbritannien Keith Musto Tony Morgan                 | USA Harry Melges William Bentsen                  |
| Mexico City 1968 Detaljer... | Storbritannien Rodney Pattisson Iain MacDonald-Smith | Västtyskland Ulli Libor Peter Naumann                  | Brasilien Reinaldo Conrad Burkhard Cordes         |
| München 1972 Detaljer...     | Storbritannien Rodney Pattisson Christopher Davies   | Frankrike Yves Pajot Marc Pajot                        | Västtyskland Ulli Libor Peter Naumann             |
| Montréal 1976 Detaljer...    | Västtyskland Jörg Diesch Eckart Diesch               | Storbritannien Rodney Pattisson Julian Brooke Houghton | Brasilien Reinaldo Conrad Peter Ficker            |
| Moskva 1980 Detaljer...      | Spanien Alejandro Abascal Miguel Noguer              | Irland David Wilkins James Wilkinson                   | Ungern Szabolcs Detre Zsolt Detre                 |
| Los Angeles 1984 Detaljer... | USA Jonathan McKee William Carl Buchan               | Kanada Terry McLaughlin Evert Bastet                   | Storbritannien Jonathan Richards Peter Allam      |
| Seoul 1988 Detaljer...       | Danmark Jørgen Bojsen-Møller Christian Grønborg      | Norge Ole Pollen Erik Bjørkum                          | Kanada Frank McLaughlin John Millen               |
| Barcelona 1992 Detaljer...   | Spanien Luis Doreste Domingo Manrique                | USA Paul Foerster Stephen Bourdow                      | Danmark Jørgen Bojsen-Møller Jens Bojsen-Møller   |

### Monotype
| Spel                   | Guld                    | Silver              | Brons                |
| Paris 1924 Detaljer... | Belgien Léon Huybrechts | Norge Henrik Robert | Finland Hans Dittmar |

### O-jolle
| Spel                    | Guld                           | Silver                   | Brons                      |
| Berlin 1936 Detaljer... | Nederländerna Daan Kagchelland | Tyskland Werner Krogmann | Storbritannien Peter Scott |

### Snowbird
| Spel                         | Guld                     | Silver                 | Brons                 |
| Los Angeles 1932 Detaljer... | Frankrike Jacques Lebrun | Nederländerna Bob Maas | Spanien Santiago Amat |

### Soling
| Spel                         | Guld                                                             | Silver                                                          | Brons                                                                  |
| München 1972 Detaljer...     | USA Harry Melges William Allen William Bentsen                   | Sverige Stig Wennerström Bo Knape Stefan Krook                  | Kanada David Miller Paul Côté John Ekels                               |
| Montréal 1976 Detaljer...    | Danmark Poul Richard Høj Jensen Valdemar Bandolowski Erik Hansen | USA John Kolius Walter Glasgow Richard Hoepfner                 | Östtyskland Dieter Below Olaf Engelhardt Michael Zachries              |
| Moskva 1980 Detaljer...      | Danmark Poul Richard Høj Jensen Valdemar Bandolowski Erik Hansen | Sovjetunionen Boris Budnikov Alexandr Budnikov Nikolaj Poljakov | Grekland Anastasios Bountouris Anastasios Gavrilis Aristidis Rapanakis |
| Los Angeles 1984 Detaljer... | USA Robbie Haines Rod Davis Edward Trevelyan                     | Brasilien Torben Grael Daniel Adler Ronaldo Senfft              | Kanada Hans Fogh Stephen Calder John Kerr                              |
| Seoul 1988 Detaljer...       | Östtyskland Jochen Schümann Thomas Flach Bernd Jäkel             | USA John Kostecki William Baylis Robert Billingham              | Danmark Jesper Bank Jan Mathiasen Steen Secher                         |
| Barcelona 1992 Detaljer...   | Danmark Jesper Bank Steen Secher Jesper Seier                    | USA Kevin Mahaney Jim Brady Doug Kern                           | Storbritannien Lawrie Smith Robert Cruickshank Ossie Stewart           |
| Atlanta 1996 Detaljer...     | Tyskland Jochen Schümann Thomas Flach Bernd Jäkel                | Ryssland Georgij Sjajduko Dmitrij Sjabanov Igor Skalin          | USA Jeff Madrigali Jim Barton Kent Massey                              |
| Sydney 2000 Detaljer...      | Danmark Jesper Bank Henrik Blakskjær Thomas Jacobsen             | Tyskland Jochen Schümann Gunnar Bahr Ingo Borkowski             | Norge Herman Horn Johannessen Paul Davis Espen Stokkeland              |

### Starbåt
| Spel                         | Guld                                               | Silver                                          | Brons                                          |
| Los Angeles 1932 Detaljer... | USA Gilbert Gray Andrew Libano                     | Storbritannien George Colin Ratsey Peter Jaffe  | Sverige Gunnar Asther Daniel Sundén-Cullberg   |
| Berlin 1936 Detaljer...      | Tyskland Peter Bischoff Hans-Joachim Weise         | Sverige Arvid Laurin Uno Wallentin              | Nederländerna Bob Maas Willem de Vries Lentsch |
| London 1948 Detaljer...      | USA Hilary Smart Paul Smart                        | Kuba Carlos de Cardenas Carlos de Cardenas, Jr. | Nederländerna Adriaan Maas Edward Stutterheim  |
| Helsingfors 1952 Detaljer... | Italien Agostino Straulino Nicolò Rode             | USA John Price John Reid                        | Portugal Joaquim Fiúza Francisco de Andrade    |
| Melbourne 1956 Detaljer...   | USA Herbert Williams Lawrence Low                  | Italien Agostino Straulino Nicolò Rode          | Bahamas Durward Knowles Sloane Farrington      |
| Rom 1960 Detaljer...         | Sovjetunionen Timir Pinegin Fyodor Shutkov         | Portugal Mário Quina José Manuel Quina          | USA William Parks Robert Halperin              |
| Tokyo 1964 Detaljer...       | Bahamas Durward Knowles Cecil Cooke                | USA Richard Stearns Lynn Williams               | Sverige Pelle Petterson Holger Sundström       |
| Mexico City 1968 Detaljer... | USA Lowell North Peter Barrett                     | Norge Peder Lunde, Jr. Per Wiken                | Italien Franco Cavallo Camillo Gargano         |
| München 1972 Detaljer...     | Australien David Forbes John Anderson              | Sverige Pelle Petterson Stellan Westerdahl      | Västtyskland Wilhelm Kuhweide Karsten Meyer    |
| Montréal 1976                | Ingick inte i det olympiska programmet.            | Ingick inte i det olympiska programmet.         | Ingick inte i det olympiska programmet.        |
| Moskva 1980 Detaljer...      | Sovjetunionen Valentin Mankin Aleksandr Muzytjenko | Österrike Hubert Raudaschl Karl Ferstl          | Italien Giorgio Gorla Alfio Peraboni           |
| Los Angeles 1984 Detaljer... | USA William Earl Buchan Steven Erickson            | Västtyskland Joachim Griese Michael Marcour     | Italien Giorgio Gorla Alfio Peraboni           |
| Seoul 1988 Detaljer...       | Storbritannien Michael McIntyre Bryn Vaile         | USA Mark Reynolds Harold Haenel                 | Brasilien Torben Grael Nelson Falcão           |
| Barcelona 1992 Detaljer...   | USA Mark Reynolds Harold Haenel                    | Nya Zeeland Rod Davis Don Cowie                 | Kanada Ross MacDonald Eric Jespersen           |
| Atlanta 1996 Detaljer...     | Brasilien Torben Grael Marcelo Ferreira            | Sverige Hans Wallén Bobby Lohse                 | Australien Colin Beashel David Giles           |
| Sydney 2000 Detaljer...      | USA Mark Reynolds Magnus Liljedahl                 | Storbritannien Ian Walker Mark Covell           | Brasilien Torben Grael Marcelo Ferreira        |
| Aten 2004 Detaljer...        | Brasilien Torben Grael Marcelo Ferreira            | Kanada Ross MacDonald Mike Wolfs                | Frankrike Pascal Rambeau Xavier Rohart         |
| Peking 2008 Detaljer...      | Storbritannien Iain Percy Andrew Simpson           | Brasilien Robert Scheidt Bruno Prada            | Sverige Fredrik Lööf Anders Ekström            |
| London 2012 Detaljer...      | Sverige Fredrik Lööf Max Salminen                  | Storbritannien Iain Percy Andrew Simpson        | Brasilien Robert Scheidt Bruno Prada           |

### Swallow
| Spel                    | Guld                                     | Silver                                                       | Brons                          |
| London 1948 Detaljer... | Storbritannien Stewart Morris David Bond | Portugal Duarte de Almeida Bello Fernando Pinto Coelho Bello | USA Lockwood Pirie Owen Torrey |

### Tempest
| Spel                      | Guld                                         | Silver                                           | Brons                          |
| München 1972 Detaljer...  | Sovjetunionen Valentin Mankin Vitali Dirdira | Storbritannien Alan Warren David Hunt            | USA Glen Foster Peter Dean     |
| Montréal 1976 Detaljer... | Sverige John Albrechtson Ingvar Hansson      | Sovjetunionen Valentin Mankin Vladislav Akimenko | USA Dennis Conner Conn Findlay |

### Ton-klasser

#### 0 - 1/2 ton
| Spel                          | Guld                     | Silver                                                                               | Brons                                               |
| Paris 1900 Lopp 1 Detaljer... | Frankrike Pierre Gervais | Frankrike Texier (styrman) Texier (besättning) Jean-Baptiste Charcot Robert Linzeler | Frankrike Henri Monnot Léon Tellier Gaston Cailleux |
| Paris 1900 Lopp 2 Detaljer... | Frankrike Émile Sacré    | Frankrike Texier (styrman) Texier (besättning) Jean-Baptiste Charcot Robert Linzeler | Frankrike Pierre Gervais                            |

#### 1/2 - 1 ton
| Spel                          | Guld                                                                   | Silver                                                                             | Brons                                                                              |
| Paris 1900 Lopp 1 Detaljer... | Storbritannien Lorne Currie John Gretton Linton Hope Algernon Maudslay | Frankrike Jules Valton Félix Marcotte William Martin Jacques Baudrier Jean Le Bret | Frankrike Émile Michelet Marcel Meran                                              |
| Paris 1900 Lopp 2 Detaljer... | Frankrike Louis Auguste-Dormeuil                                       | Frankrike Émile Michelet Marcel Meran                                              | Frankrike Jules Valton Félix Marcotte William Martin Jacques Baudrier Jean Le Bret |

#### 1 - 2 ton
| Spel                          | Guld                                                                  | Silver                                                                  | Brons                                                                   |
| Paris 1900 Lopp 1 Detaljer... | Schweiz Hermann de Pourtalès Hélène de Pourtalès Bernard de Pourtalès | Frankrike François Vilamitjana Auguste Albert Albert Duval Charles Hugo | Frankrike Jacques Baudrier Lucien Baudrier Dubosq Édouard Mantois       |
| Paris 1900 Lopp 2 Detaljer... | Tyskland Paul Wiesner Georg Naue Heinrich Peters Ottokar Weise        | Schweiz Hermann de Pourtalès Hélène de Pourtalès Bernard de Pourtalès   | Frankrike François Vilamitjana Auguste Albert Albert Duval Charles Hugo |

#### 2 - 3 ton
| Spel                          | Guld                                                                  | Silver                                                             | Brons                                                          |
| Paris 1900 Lopp 1 Detaljer... | Kombinationslag> William Exshaw Frédéric Blanchy Jacques Le Lavasseur | Frankrike Léon Susse Jacques Doucet Auguste Godinet Henri Mialaret | Frankrike Ferdinand Schlatter de Cottignon Émile Jean-Fontaine |
| Paris 1900 Lopp 2 Detaljer... | Kombinationslag William Exshaw Frédéric Blanchy Jacques Le Lavasseur  | Frankrike Léon Susse Jacques Doucet Auguste Godinet Henri Mialaret | Frankrike Auguste Donny                                        |

#### 3 - 10 ton
| Spel                          | Guld                                                     | Silver                                                                        | Brons                                                                         |
| Paris 1900 Lopp 1 Detaljer... | Frankrike Henri Gilardoni                                | Nederländerna Henri Smulders Chris Hooykaas Arie van der Velden               | Frankrike Maurice Gufflet A. Dubois J. Dubois Robert Gufflet Charles Guiraist |
| Paris 1900 Lopp 2 Detaljer... | Storbritannien Howard Taylor Edward Hore Harry Jefferson | Frankrike Maurice Gufflet A. Dubois J. Dubois Robert Gufflet Charles Guiraist | USA H. MacHenry                                                               |

#### 10 - 20 ton
| Spel                   | Guld                                 | Silver                      | Brons                      |
| Paris 1900 Detaljer... | Frankrike Émile Billard Paul Perquer | Frankrike Jean, duc Decazes | Storbritannien Edward Hore |

#### 20+ ton
| Spel                   | Guld                         | Silver                          | Brons                |
| Paris 1900 Detaljer... | Storbritannien Cecil Quentin | Storbritannien Selwin Calverley | USA Harry Van Bergen |

#### Öppen klass
| Spel                   | Guld                                                                   | Silver                                                         | Brons                    |
| Paris 1900 Detaljer... | Storbritannien Lorne Currie John Gretton Linton Hope Algernon Maudslay | Tyskland Paul Wiesner Georg Naue Heinrich Peters Ottokar Weise | Frankrike Émile Michelet |

### Tornado
| Spel                         | Guld                                              | Silver                                     | Brons                                       |
| Montréal 1976 Detaljer...    | Storbritannien Reginald White John Osborn         | USA David McFaull Michael Rothwell         | Västtyskland Jörg Spengler Jörg Schmall     |
| Moskva 1980 Detaljer...      | Brasilien Lars Sigurd Björkström Alexandre Welter | Danmark Peter Due Per Kjergard             | Sverige Göran Marström Jörgen Ragnarsson    |
| Los Angeles 1984 Detaljer... | Nya Zeeland Rex Sellers Chris Timms               | USA Randy Smyth Jay Glaser                 | Australien Christopher Cairns John Anderson |
| Seoul 1988 Detaljer...       | Frankrike Jean Le Deroff Nicolas Hénard           | Nya Zeeland Chris Timms Rex Sellers        | Brasilien Lars Grael Clinio Freitas         |
| Barcelona 1992 Detaljer...   | Frankrike Yves Loday Nicolas Hénard               | USA Randy Smyth Keith Notary               | Australien Mitch Booth John Forbes          |
| Atlanta 1996 Detaljer...     | Spanien Fernando León José Luis Ballester         | Australien Mitch Booth Andrew Landenberger | Brasilien Lars Grael Henrique Pellicano     |
| Sydney 2000 Detaljer...      | Österrike Roman Hagara Hans Peter Steinacher      | Australien Darren Bundock John Forbes      | Tyskland Roland Gäbler René Schwall         |
| Aten 2004 Detaljer...        | Österrike Roman Hagara Hans Peter Steinacher      | USA John Lovell Charlie Ogletree           | Argentina Santiago Lange Carlos Espínola    |
| Peking 2008 Detaljer...      | Spanien Antón Paz Fernando Echavarri              | Australien Darren Bundock Glenn Ashby      | Argentina Santiago Lange Carlos Espínola    |

### Vindsurfning

#### Division II
| Spel                   | Guld                      | Silver                              | Brons             |
| Seoul 1988 Detaljer... | Nya Zeeland Bruce Kendall | Nederländska Antillerna Jan Boersma | USA Mike Gebhardt |

#### Lechner
Damer
| Spel                       | Guld                        | Silver              | Brons                         |
| Barcelona 1992 Detaljer... | Nya Zeeland Barbara Kendall | Kina Zhang Xiaodong | Nederländerna Dorien de Vries |

Herrar
| Spel                       | Guld                   | Silver            | Brons                    |
| Barcelona 1992 Detaljer... | Frankrike Franck David | USA Mike Gebhardt | Australien Lars Kleppich |

#### Mistral
Damer
| Spel                     | Guld                       | Silver                      | Brons                       |
| Atlanta 1996 Detaljer... | Hongkong Lee Lai Shan      | Nya Zeeland Barbara Kendall | Italien Alessandra Sensini  |
| Sydney 2000 Detaljer...  | Italien Alessandra Sensini | Tyskland Amelie Lux         | Nya Zeeland Barbara Kendall |
| Aten 2004 Detaljer...    | Frankrike Faustine Merret  | Kina Yin Jian               | Italien Alessandra Sensini  |

Herrar
| Spel                     | Guld                           | Silver                         | Brons                       |
| Atlanta 1996 Detaljer... | Grekland Nikolaos Kaklamanakis | Argentina Carlos Espínola      | Israel Gal Fridman          |
| Sydney 2000 Detaljer...  | Österrike Christoph Sieber     | Argentina Carlos Espínola      | Nya Zeeland Aaron McIntosh  |
| Aten 2004 Detaljer...    | Israel Gal Fridman             | Grekland Nikolaos Kaklamanakis | Storbritannien Nick Dempsey |

#### RS:X
Damer
| Spel                            | Guld                     | Silver                     | Brons                      |
| Peking 2008 Detaljer...         | Kina Yin Jian            | Italien Alessandra Sensini | Storbritannien Bryony Shaw |
| London 2012 Detaljer...         | Spanien Marina Alabau    | Finland Tuuli Petäjä       | Polen Zofia Klepacka       |
| Rio de Janeiro 2016 Detaljer... | Frankrike Charline Picon | Kina Chen Peina            | Ryssland Stefania Elfutina |
| Tokyo 2020 Detaljer...          | Kina Lu Yunxiu           | Frankrike Charline Picon   | Storbritannien Emma Wilson |

Herrar
| Spel                            | Guld                                   | Silver                      | Brons                        |
| Peking 2008 Detaljer...         | Nya Zeeland Tom Ashley                 | Frankrike Julien Bontemps   | Israel Shahar Zubari         |
| London 2012 Detaljer...         | Nederländerna Dorian van Rijsselberghe | Storbritannien Nick Dempsey | Polen Przemysław Miarczyński |
| Rio de Janeiro 2016 Detaljer... | Nederländerna Dorian van Rijsselberghe | Storbritannien Nick Dempsey | Frankrike Pierre Le Coq      |
| Tokyo 2020 Detaljer...          | Nederländerna Kiran Badloe             | Frankrike Thomas Goyard     | Kina Bi Kun                  |

#### Windglider
| Spel                                | Guld                               | Silver           | Brons                     |
| Los Angeles 1984 Herrar Detaljer... | Nederländerna Stephan van den Berg | USA Scott Steele | Nya Zeeland Bruce Kendall |

### Yngling
| Spel                          | Guld                                                    | Silver                                                    | Brons                                                           |
| Aten 2004 Damer Detaljer...   | Storbritannien Shirley Robertson Sarah Webb Sarah Ayton | Ukraina Ruslana Taran Ganna Kalinina Svitlana Matevusjeva | Danmark Dorte Jensen Helle Jespersen Christina Otzen            |
| Peking 2008 Damer Detaljer... | Storbritannien Sarah Ayton Sarah Webb Pippa Wilson      | Nederländerna Mandy Mulder Annemieke Bes Merel Witteveen  | Grekland Sofia Bekatorou Virginia Kravarioti Sofia Papadopoulou |